# TMA (Panzerminen)
Die Panzerminen der Reihe TMA (Tenkovska Mina Antimagnetna, dt.: Nichtmagnetische Panzermine) wurden im ehemaligen Jugoslawien entwickelt und während der Jugoslawienkriege umfangreich eingesetzt.

## Allgemeines
Die Minen gibt es in fünf verschiedenen Modellen aus Kunststoff in runder und rechteckiger Form. Die Standardfarbe ist oliv oder grün, die Auslösung erfolgt durch Druck. Sie wirken allein durch die Sprengwirkung ihrer TNT-Ladung, die zwischen 5,4 und 6,5 kg beträgt.
Die Minen der TMA-Reihe waren die am häufigsten eingesetzten Panzerminen während der Jugoslawienkriege und stellen selbst viele Jahre bis Jahrzehnte nach Kriegsende noch eine erhebliche Gefahr für die Zivilbevölkerung und Kampfmittelräumtrupps dar. Da sie aus Kunststoff gefertigt sind und die Sprengkapseln aus Aluminium bestehen, sind sie nur schwer mit Metallsuchgeräten zu detektieren. Durch Witterungseinflüsse können die Minen zudem brüchig und porös werden, wodurch sich der Auslösedruck drastisch verringert. Laut NATO-Definition handelt es sich bei den TMA´s um Panzerminen der 1. Generation (Druckminen mit Sprengwirkung, unbegrenzte Wirkzeit). 
Die Modelle 1 bis 4 konnten mit sogenannten Wiederaufnahmesicherungen versehen werden, um sie vor händischer Räumung zu sichern. Dies können z. B. Druckentlastungs- oder Zugzünder sein, die die Minen bei Lageveränderung zur Detonation bringen. Zusätzlich konnten die Modelle 1, 2 und 5 mit Zünder-Ausbausperren, die z. B. auf Bewegung, Geräusch oder Licht reagieren, versehen werden, die ein händisches Entschärfen verhindern sollten.

## Funktion
Die Minen zünden mittels chemischen (UTMAH) oder mechanischen (UANU) Zündern.
Bei den UTMAH-Zündern wird durch einen Druck von oben die Zündnadel in eine Initialladung (chemische Reibpaste) gepresst. Durch den Druck bzw. die Reibung in dieser Initialladung entsteht eine chemische Reaktion, die Hitze erzeugt; diese Hitze initiiert die Sprengkapsel und diese wiederum die Sprengladung.
Bei den UANU-Zündern wird durch Druck von oben ein vorgespannter Schlagbolzen freigegeben, der auf ein Zündhütchen schlägt und so die Sprengladung zündet.

## Versionen

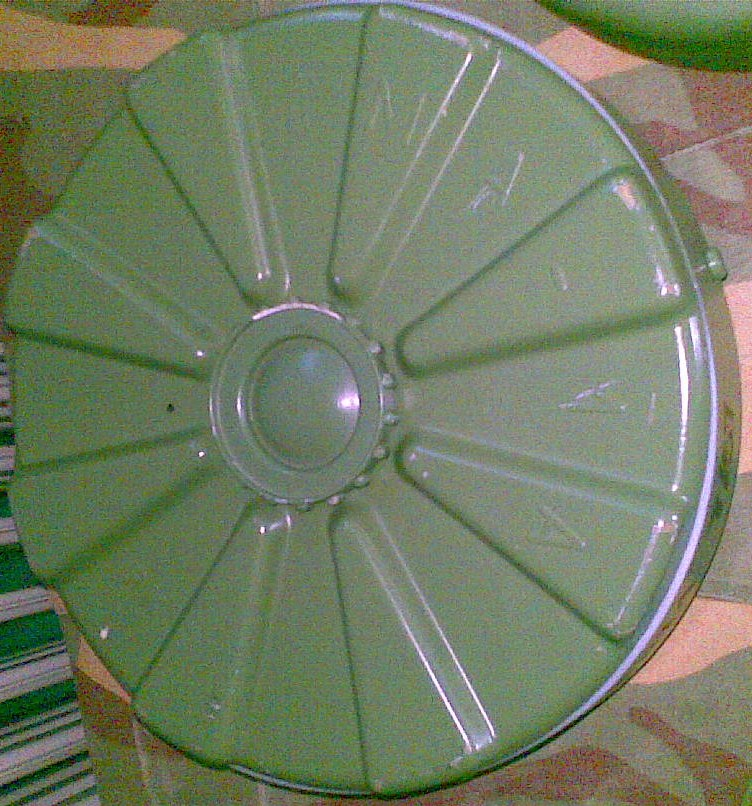
Panzermine TMA-1(A)

### TMA-1(A)
Hat einen runden Minenkörper aus Kunststoff. Auf dem Druckdeckel befindet sich mittig die Verschlussschraube für den Minenzünder. Das Modell TMA-1 besitzt eine achteckige, das Modell TMA-1A eine runde, gezahnte Verschlussschraube. An der Minenunterseite befindet sich ein Nebenzündkanal zur Aufnahme einer Wiederaufnahmesicherung und ein ausziehbarer Tragegriff aus Kunststoff.
- Durchmesser: 315 mm
- Höhe: 100 mm
- Sprengstoff: 5,4 kg TNT
- Auslösedruck: ab ca. 100 kg
- Zünder: UTMAH-1 (TMA-1), UANU-1 (TMA-1A), sowie wahlweise eine Wiederaufnahmesicherung

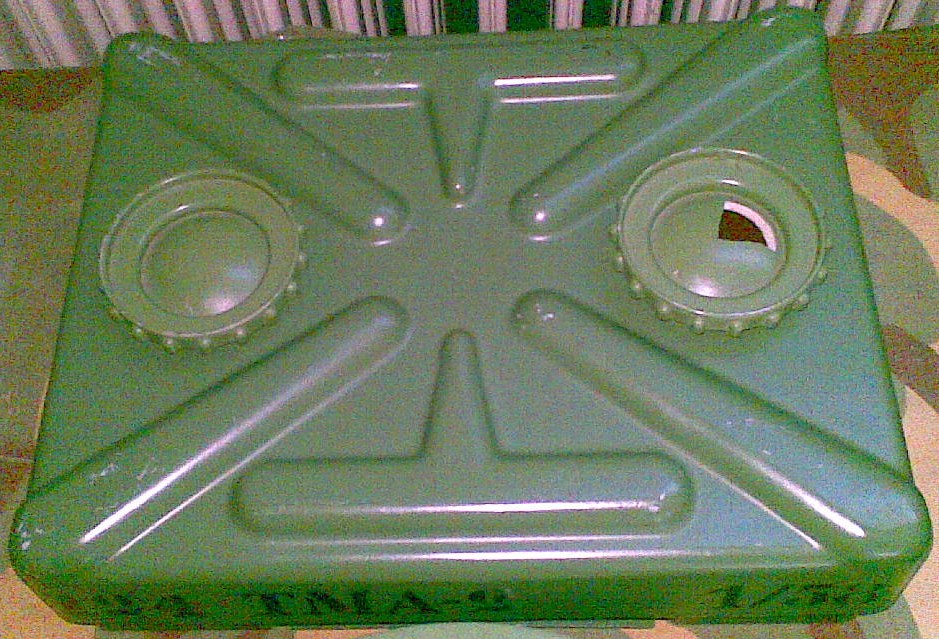
TMA-2(A)

### TMA-2(A)
Die Mine hat einen rechteckigen Minenkörper aus Kunststoff. Mittig auf dem Druckdeckel befinden sich zwei Verschlussschrauben für die Minenzünder. Die Mine kann achteckige (TMA-2) oder runde gezahnte Verschlussschrauben (TMA-2A) haben. An der Minenunterseite befindet sich ein Nebenzündkanal zur Aufnahme einer Wiederaufnahmesicherung und ein ausziehbarer Tragegriff aus Kunststoff. 
- Länge: 260 mm
- Breite: 200 mm
- Höhe: 100 mm
- Sprengstoff: 6,5 kg TNT
- Auslösedruck: ab ca. 120 kg
- Zünder: UTMAH-1 (TMA-2), UANU-1 (TMA-2A), sowie wahlweise eine Wiederaufnahmesicherung

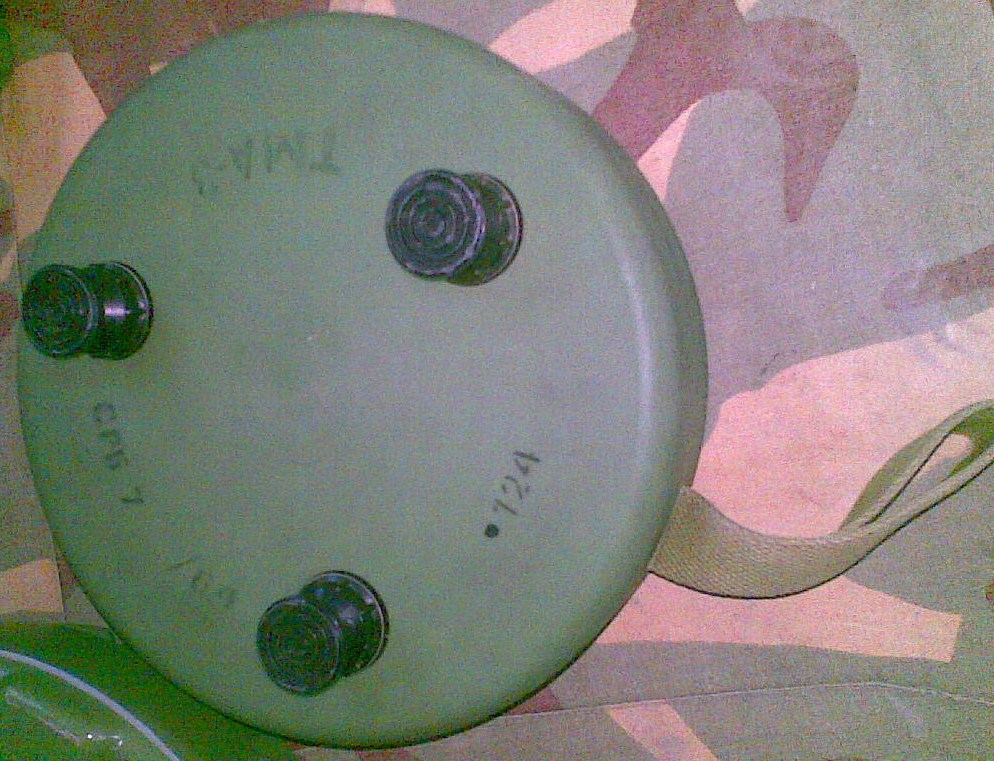
TMA-3

### TMA-3
Die Mine hat einen runden Minenkörper aus Kunststoff. An der Oberseite befinden sich drei um 120 Grad versetzte Hauptzündkanäle zur Aufnahme der Zünder. An der Minenunterseite befindet sich mittig ein Nebenzündkanal zur Aufnahme einer Wiederaufnahmesicherung. Seitlich am Minenkörper befindet sich eine eingelassene Trageschlaufe aus Textilband. 
- Durchmesser: 265 mm
- Höhe: 80 mm
- Sprengstoff: 6,5 kg TNT
- Auslösedruck: ab ca. 180 kg
- Zünder: Drei Zünder vom Typ UTMAH-3, sowie wahlweise eine Wiederaufnahmesicherung

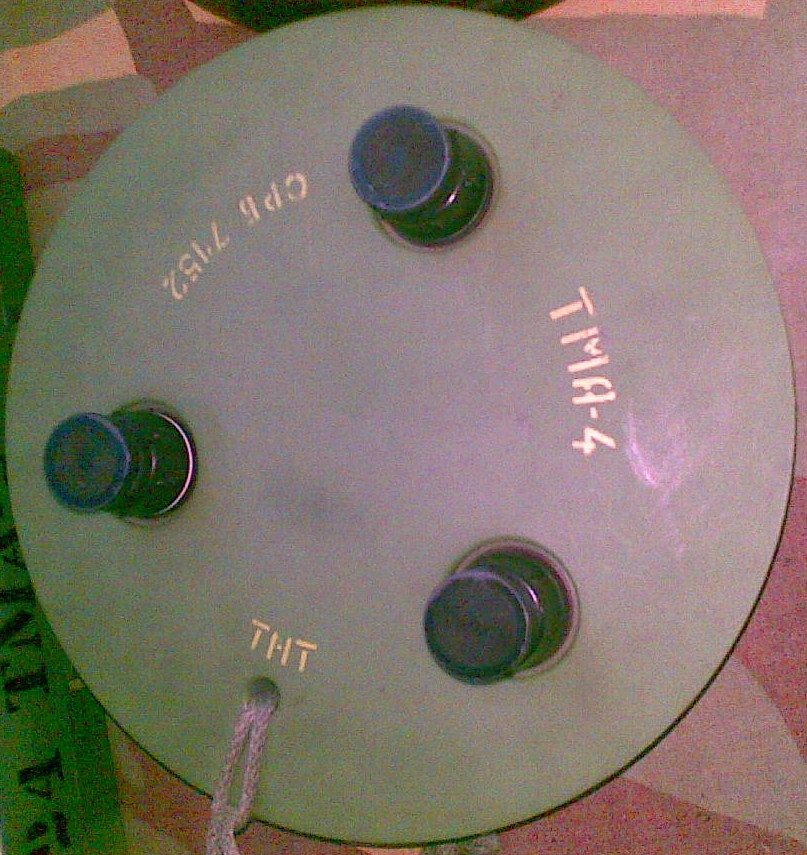
Panzermine TMA-4

### TMA-4
Die Mine hat einen runden Minenkörper aus Kunststoff. An der Oberseite befinden sich drei um 120 Grad versetzte Hauptzündkanäle zur Aufnahme der Zünder. Der Minenkörper hat am Rand eine senkrechte, durchgehende Bohrung, durch die eine Trageschlaufe aus Hanfschnur geführt wird. Die Bohrung kann auch zur Befestigung einer Wiederaufnahmesicherung genützt werden.
- Durchmesser: 285 mm
- Höhe: 70 mm
- Sprengstoff: 5,5 kg TNT
- Auslösedruck: ab ca. 120 kg
- Zünder: Drei Zünder vom Typ UTMAH-4, sowie wahlweise eine Wiederaufnahmesicherung

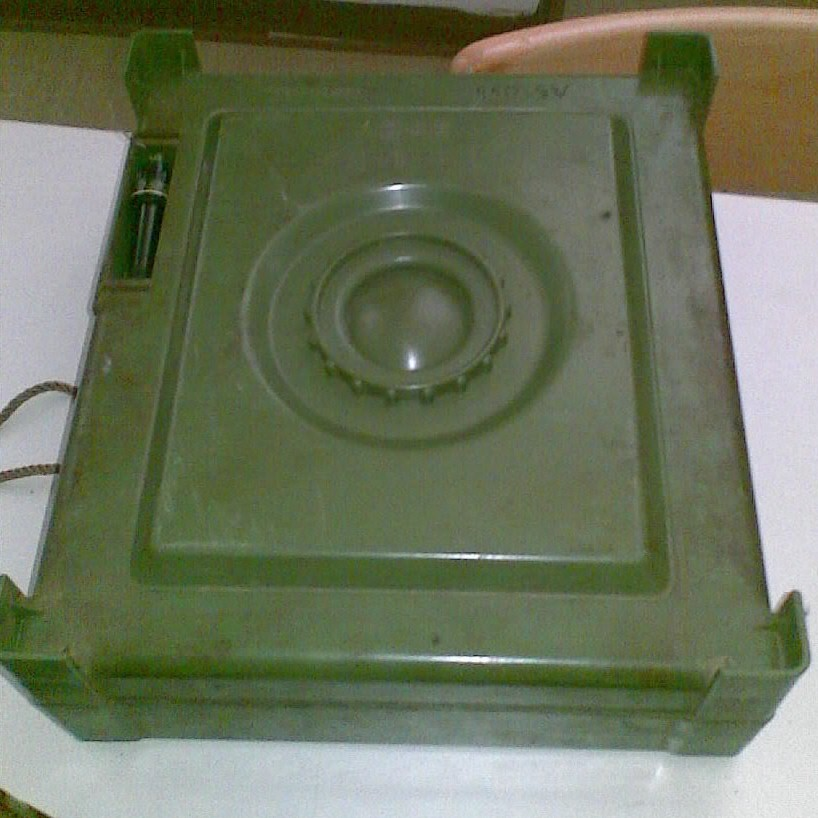
Panzermine TMA-5(A)

### TMA-5(A)
Hat einen rechteckigen Minenkörper aus Kunststoff. Auf der Minenoberseite befindet sich ein erhabenes Rechteck (Sollbruchstelle), in dessen Mitte sich eine Ausbuchtung für die Verschlussschraube befindet. An jeder der vier Ecken befindet sich ein rechtwinkeliger Aufsatz zum Stapeln der Mine, an einer der Längsseiten das Transportgehäuse für den Zünder. Die TMA-5A besitzt getrennte Sprengstoffkammern (sichtbar am Minenunterteil). Die Trageschleife ist aus Hanfseil gefertigt und an der Minenunterseite befestigt.
- Länge: 312 mm
- Breite: 275 mm
- Höhe: 113 mm
- Sprengstoff: 5,5 kg TNT
- Auslösedruck: ab ca. 100 kg
- Zünder: UTMAH-1 (TMA-5), UANU-1 (TMA-5A)